# FN CAL
El FN CAL (acrónimo en francés de Carabine Automatique Légère, Carabina Automática Ligera) fue un fusil de asalto fabricado en Bélgica en 1966. Era el primer fusil calibre 5,56 mm producido por la Fabrique Nationale de Herstal. Se parecía al exitoso FN FAL, pero era un diseño original. Al contrario del FAL, fue un fracaso comercial, aunque su desarrollo condujo al razonablemente exitoso FN FNC.

## Detalles de diseño
Antes del desarrollo del FN CAL, la FN ya había construido un prototipo de menor tamaño del FN FAL antes de archivar la idea como insolvente. Al observar las crecientes ventas del más sencillo y barato fusil Heckler & Koch G3, la FN decidió que para que cualquier fusil futuro fuese competitivo en el mercado de armas, debía tener el menor número posible de piezas obtenidas mediante mecanizado. Estas serían reemplazadas por piezas moldeadas y estampadas cuando sea posible. Mientras que la construcción del nuevo FN CAL reflejaba estos principios, todavía era relativamente costoso y complejo, por lo que no tuvo ventas importantes. La producción de este fusil fue relativamente corta y solamente se fabricaron unos 12.000 fusiles FN CAL antes que la FN cerrara la línea de producción en 1977. Finalmente fue cancelado a favor del aún más barato FN FNC.
La mayoría de estos fusiles fueron vendidos en América Latina y África. Un pequeño número de fusiles FN CAL se vendió en el mercado de armas civil de Estados Unidos.

## Operación
Aunque esta arma se parece a un FN FAL de tamaño reducido, en realidad empleada un cerrojo rotativo, al contrario del cerrojo oscilante del FN FAL. Los primeros modelos del FN CAL tenían un selector de disparo con modo ráfaga corta, que le permitía disparar tres cartuchos con cada presión del gatillo. El FN CAL también podía disparar en modo automático y semiautomático.
El sistema de gas utilizaba un émbolo de pistón con taqué para accionar el portacerrojo, mientras que el cerrojo tenía tetones de acerrojado interrumpidos para fijarse en la recámara.

## Usuarios
- Birmania[3]
- Colombia[3]
- Gabón[4]
- Líbano[4]
- Marruecos[4]
- México[4]
- Nicaragua[4]
- Palestina[5][3]